# Acrocercops patellata
Acrocercops patellata là một loài bướm đêm thuộc họ Gracillariidae. Nó được tìm thấy ở Fiji. Nó được miêu tả bởi Edward Meyrick năm 1921.